# Любомирский, Станислав (воевода киевский)
Станислав Любомирский (пол. Stanisław Lubomirski, 1704 — 19 июля 1793) — крупный польский магнат, староста садецкий (1735), подстолий великий коронный (1738), воевода брацлавский (1764—1772) и киевский (1772—1785). Староста Новы-Сонча. Содержал собственное войско в 4000 человек.

## Биография
Происходил из вишневецкой линии княжеского рода Любомирских. Младший сын воеводы сандомирского Ежи Александра Любомирского (1669—1735) и Иоанны Каролины фон Штокхаузен.
В 1735 году Станислав Любомирский получил во владение Садецкое староство, которое в 1754 году передал Малаховским. В 1738 и 1740 годах был избран послом на сеймы. 29 июля 1738 году получил должность подстолия великого коронного.
В 1744 году Станислав Любомирский стал кавалером Ордена Белого Орла. Находился в конфликтах со своими соседями, магнатами Потоцкими и Яблоновскими. В 1764 году претендовал на польский королевский престол. 15 декабря 1764 года новый польский король Станислав Август Понятовский назначил Станислава Любомирского воеводой брацлавским. В 1766 году был награждён орденом Святого Станислава.
Симпатизировал Барской конфедерации, но не присоединился к ней. Несмотря на это, некоторые его надворные хоругви сражались на стороне барских конфедератов. 29 октября 1772 года получил должность воеводы киевского. На сейме 1773-1775 годов вошёл в состав парламентской делегации, вынужденной под давлением дипломатов России, Пруссии и Австрии согласиться на первый раздел Речи Посполитой. В 1785 году отказался от должности воеводы киевского.
В 1738 году после смерти своего отца унаследовал крупные имения в Сандомирском и Киевском воеводствах. В 1755 году после смерти своего бездетного старшего брата Юзефа получил во владение поместья на Волыни и Подолии. Был одним из крупнейших магнатов Речи Посполитой. Ему принадлежали 31 город и 738 сёл, в том числе Дубно, Ровно и Свида. Заказчик строительства дворца Любомирских во Львове.

## Семья и дети
В 1740 году женился на Людвике Поцей (ум. 1786), дочери стражника великого литовского Антония Поцея (ум. 1749) и Розалии Загоровской. Дети:
- Франтишек Ксаверий Любомирский (1747—1819), генерал-лейтенант русской армии
- Юзеф Любомирский (1751—1817), каштелян киевский и генерал-лейтенант польской армии
- Александр Любомирский (1749—1808), каштелян киевский и генерал французской армии
- Михаил Любомирский (1752—1825), генерал-лейтенант польской армии
- Людвика Любомирская (ум. 1829), жена с 1775 года графа Юзефа Макария Потоцкого (ум. 1821).